# Любятув (Лодзинське воєводство)
Любятув (пол. Lubiatów) — село в Польщі, у гміні Вольбуж Пйотрковського повіту Лодзинського воєводства.
Населення — 196 осіб (2011).
У 1975-1998 роках село належало до Пйотрковського воєводства.

## Демографія
Демографічна структура станом на 31 березня 2011 року:
|          | Загалом | Допрацездатний вік | Працездатний вік | Постпрацездатний вік |
| -------- | ------- | ------------------ | ---------------- | -------------------- |
| Чоловіки | 106     | 24                 | 72               | 10                   |
| Жінки    | 90      | 15                 | 51               | 24                   |
| Разом    | 196     | 39                 | 123              | 34                   |